# Partido judicial de La Estrada
El Partido judicial de La Estrada es uno de los 45 partidos judiciales en los que se divide la comunidad autónoma de Galicia, siendo el partido judicial n.º 5 de la provincia de Pontevedra.
Comprende los municipios de La Estrada y Forcarey.
La cabeza de partido y por tanto sede de las instituciones judiciales es La Estrada. La dirección del partido se sitúa en la avenida Benito Vigo de la capital. La Estrada cuenta con dos Juzgados de Primera Instancia e Instrucción.